# Jörg Meuthen
Jörg Hubert Meuthen (alemão: [ˈjœəg ˈmɔʏtn̩]; nascido no dia 29 de junho de 1961) é um economista alemão que serve como porta-voz federal da Alternativa para a Alemanha (AfD) desde julho de 2015. Ele concorreu pela AfD nas eleições estaduais de Baden-Württemberg em 2016 e é membro do Parlamento e líder parlamentar desde março de 2016. Desde o final de 2017 Meuthen é membro do Parlamento Europeu e vice-presidente do EFDD. Ele foi o principal candidato da AfD para as eleições de 2019 para o Parlamento Europeu.
O fundo regional de cinema HessenFilm demitiu o CEO Hans Joachim Mendig devido a uma polémica reunião no dia 24 de setembro de 2019 com Jörg Meuthen.